# Röderaue
Röderaue település Németországban, azon belül Szászország tartományban. Lakosainak száma 2525 fő (2023. december 31.).

## Népesség
A település népességének változása:
| Lakosok száma | 2698 | 2650 | 2558 | 2562 | 2525 |
|               | 2017 | 2019 | 2021 | 2022 | 2023 |